# Pseudosaprosites deplanatus
Pseudosaprosites deplanatus är en skalbaggsart som beskrevs av Vladimir Balthasar 1972. Pseudosaprosites deplanatus ingår i släktet Pseudosaprosites och familjen Aphodiidae. Inga underarter finns listade i Catalogue of Life.